# Roschdy Zem
Roschdy Zem (nascido a 27 de setembro de 1965) é um actor e cineasta francês de origem marroquina. Compartilhou o prémio ao Melhor Actor pelo seu papel no filme Dias de Glória no Festival de Cinema de Cannes, em 2006.

## Carreira
Roschdy Zem determinou não deixar-se ficar em papéis de imigrante africano, desenvolvendo uma carreira com personagens muito diferentes, interpretando um General de Napoleão em Monsieur N. (2003), um pai judeu em Va, vis et deviens (Viver e ser, 2005), e um travesti em Cambio moi ma vie (Mudar Minha Vida, 2001) junto a Fanny Ardant. Ele também apareceu em papéis que põem em relevo as dificuldades na corrente dominante da sociedade francesa, bem como em filmes de promoção dos aspectos da história francesa e do Norte de África como em Indigènes (Dias de Glória, 2006) e Camping à la ferme (2005), baseada num guião de Azouz Begag.
Em 2011, dirigiu o filme Omar Killed Me, o qual foi seleccionado como o concorrente marroquino para competir como Melhor Filme Estrangeiro na 84ª entrega dos Prémios Óscar.

## Filmografia seleccionada

### Como actor
- 1987: Les keufs
- 1991: I Don't Kiss
- 1993: My Favorite Season
- 1995: Don't Forget You're Going to Die
- 1996: The Best Job in the World
- 1997: L'autre côté de la mer
- 1998: Those Who Love Me Can Take the Train
- 1998: Alice et Martin
- 1998: For Sale
- 1998: Louise (Take 2)
- 2000: Stand-by
- 2001: Change moi ma vie
- 2001: My Wife Is an Actress
- 2002: The Race
- 2003: Merci Docteur Rey
- 2003: Sansa
- 2004: 36
- 2005: Va, Vis et Deviens
- 2005: Camping à la ferme
- 2005: Le Petit Lieutenant
- 2006: Indigènes
- 2006: La Californie
- 2006: Mauvaise foi (también escritor y director)
- 2007: Game of Four
- 2008: La fille de Monaco
- 2008: Go Fast
- 2008: La très très grande entreprise
- 2009: Commis d'office
- 2009: London River
- 2010: Outside the Law
- 2010: Point Blank
- 2010: Turk's Head
- 2010: Happy Few
- 2012: The Cold Light of Day, por Mabrouk El Mechri, como Zahir
- 2012: Une nuit, de Philippe Lefebvre, como Simon Weiss
- 2012: Mains armées, de Pierre Jolivet, como Lucas Scali
- 2012: Just like a Woman, de Rachid Bouchareb
- 2012: Collision, de David Marconi
- 2014: Bird People, de Pascale Ferran, como Simon
- 2014: La Rançon de la gloire
- 2014: On a failli être amies
- 2015: Alaska
- 2017: Les hommes du feu por Pierre Jolivet
- 2017: The Price of Success
- 2018: Nothing to Hide

### Como cineasta
| Ano  | Título        | Creditado como | Creditado como | Notas                       |
| Ano  | Título        | Director       | Roteirista     | Notas                       |
| ---- | ------------- | -------------- | -------------- | --------------------------- |
| 2006 | Má Fé         | Sim            | Sim            | Também creditado como actor |
| 2011 | Omar Matou-me | Sim            | Sim            | Também co-produtor          |
| 2014 | Culturista    | Sim            | Sim            | Também actor e produtor     |
| 2016 | Chocolat      | Sim            | Sim            |                             |

## Prémios e nomeações
| Ano  | Prémio                                        | Trabalho nomeado   | Resultado |
| ---- | --------------------------------------------- | ------------------ | --------- |
| 2008 | Prémio César ao Melhor Actor secundário       | My little business | Nomeado   |
| 2006 | Prémio César ao Melhor Actor secundário       | O Jovem Tenente    | Nomeado   |
| 2006 | Festival de Cinema de Cannes - Melhor Actor   | Dias de Glória     | Vencedor  |
| 2007 | Prémio César à Melhor Primeira longa-metragem | Má Fé              | Nomeado   |
| 2007 | Balões de Cristal, Prémio ao Melhor Actor     | Má Fé              | Nomeado   |
| 2009 | Prémio César ao Melhor Actor secundário       | A Garota de Mónaco | Nomeado   |
| 2009 | Balões de Cristal, Prémio ao Melhor Actor     | A Garota de Mónaco | Nomeado   |
| 2012 | Prémio César à Melhor Adaptação               | Omar Matou-me      | Nomeado   |
| 2017 | Balão de Cristal ao Melhor Filme              | Chocolat           | Vencedor  |